# Lucian Bolcaș
Lucian Bolcaș (n. 15 aprilie 1942, București, România – d. 11 martie 2020, București, România) a fost un avocat în Baroul București și politician român, fost vicepreședinte al PRM, deputat al Parlamentului României în legislaturile 2000-2004, 2004-2008. În legislatura 2000-2004, Lucian Bolcaș a fost membru în grupurile parlamentare de prietenie cu Regatul Belgiei și Statul Kuwait iar în legislatura 2004-2008 a fost membru  în grupurile parlamentare de prietenie cu Ungaria și Republica Italiană. 
Lucian Bolcaș a fost exclus din PRM, la data de 9 martie 2010, motivația Biroului Permanent al acestui partid fiind „trădarea intereselor partidului și declarațiile publice din ultima vreme, în contradicție cu deciziile și punctele de vedere ale formațiunii”.
În data de 30 septembrie 2010 Lucian Bolcaș s-a înscris în PSD. Acesta s-a stins din viață în data de 11 martie 2020.